# Sindrome di Charles Bonnet

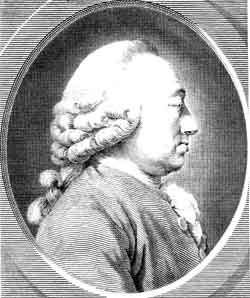
Charles Bonnet, la prima persona a descrivere la sindrome

Per sindrome di Charles Bonnet in campo medico si intende un disordine complesso caratterizzato da allucinazioni complesse che si possono verificare soprattutto in soggetti anziani con problemi a livello visivo e senza disturbi mentali. La perdita improvvisa della vista soprattutto negli anziani sviluppa nella maggior parte dei casi la Sindrome di Bonnet che spesso viene scambiata per demenza senile grave perché in persona anziana per ora l’unico modo per tenere sotto controllo i pazienti con questa iperattività cerebrale è una visita da un neurologo che abbia già trattato questa patologia che molto spesso prescrive un anti epilettico per evitare che lo stress dovuto a visioni 24ore su 24 sviluppi aggressività nella persona e gocce per dormire per evitare le visioni anche di notte. Le visioni all’inizio sono in bianco e nero per diventare poi tridimensionali a colori in questa fase il soggetto rimane confuso e pensa di vedere di nuovo ma è una difesa del cervello che non ricevendo più immagini ripara la mancanza inviandoci visioni di scenari già vissuti, oppure visti in televisione ma con una componente in più la paura di poter vedere o subire ingiustizie o violenze da queste visioni. Non possono essere mai lasciati soli la persona che sta con loro deve specificare sempre chi è e cosa sta facendo interagire con loro per quanto difficile ma non impossibile li tiene attaccati alla realtà spiegandogli dopo averli ascoltati che ciò che vedono sono visioni. Una persona che improvvisamente diventa cieca soprattutto anziana di sente di una fragilità estrema ciò aumenta la sua paura di essere trattata male o addormentata con farmaci per non dare fastidio credo che far vivere ogni essere umano con la propria dignità sia il principio di ogni cura, umanità, indipendenza e ascolto fondamenti basilari troppo spesso dimenticati.

## Epidemiologia
La malattia è più comune in soggetti anziani, e in seguito a determinate operazioni chirurgiche.

## Eziologia
La causa di tale stato allucinatorio è riferita a una profonda diminuzione della vista dovuta alla degenerazione della macula o a un'anomalia della corteccia occipitale.

## Manifestazioni[2]
La persona sotto tali allucinazioni riferisce di osservare persone minuscole, ferme o in movimento, simili a dei fantasmi.